# Digitaria orbata
Digitaria orbata är en gräsart som beskrevs av Dorothy Kate Hughes. Digitaria orbata ingår i släktet fingerhirser, och familjen gräs. Inga underarter finns listade i Catalogue of Life.